# Amphiura brevispina
Amphiura brevispina is een slangster uit de familie Amphiuridae.
De wetenschappelijke naam van de soort werd in 1887 gepubliceerd door Marktanner-Turneretscher.